# Alcorcón Central (métro de Madrid)
Alcorcón Central est une station de la ligne 12 du métro de Madrid. Elle est située sous l'avenue de Móstoles, à Alcorcón, dans la communauté de Madrid.

## Situation sur le réseau
Établie en souterrain, la station Alcorcón Central est située sur la ligne 12 du métro de Madrid, entre Parque Lisboa et Parque Oeste.

## Histoire
La station est inaugurée le 11 avril 2003, à l'occasion de la mise en service de la ligne.